# El vampiro (pel·lícula)
El vampiro és una pel·lícula mexicana de terror de 1957. Dirigida por Fernando Méndez, basada en un guió de Ramón Obón Arellano, és considerat el major èxit en la carrera del realitzador i una pel·lícula de culte del cine de México.
Degut al seu bon acolliment es va filmar una seqüela titulada El ataúd del vampiro estrenada el 1958.

## Sinopsi
Marta (Ariadne Welter) és una jove que viatja a la hisenda Los Sicomoros, en la qual es va criar, per a visitar a la seva tia malalta situada en la Sierra Negra mexicana. En el mateix tren que viatja Enrique (Abel Salazar) un agent viatger. Després d'arribar a l'estació la jove descobreix la impossibilitat de prosseguir el viatge fins l'endemà al matí ja que no acudeixen a recollir-la des de la hisenda i els vilatans es neguen a traslladar-la a causa de la proximitat de la nit. Marta accepta continuar el viatge en una vella carreta, que va arribar per a recollir una misteriosa caixa enviada des de Hongria, i Enrique s'ofereix a acompanyar-la. Quan arriba a la hisenda Marta descobreix que la seva tia ha mort i decideix quedar-se en companyia de la resta de familiars i servents sense saber que es troba a la mercè dels vampirs que aguaiten la zona.

## Repartiment
- Abel Salazar - Dr. Enrique
- Ariadne Welter - Marta Gonzalez
- Carmen Montejo - Eloisa
- José Luis Jiménez - Emilio
- Mercedes Soler - Maria
- Alicia Montoya - María Teresa
- José Chávez - Anselmo
- Julio Daneri - Sirviente de Duval
- Amado Zumaya - Sirviente de Duval
- Germán Robles - Comte Karol de Lavud / Duval

## Recepció
Aquest film ocupa el lloc 35 dins de la llista de les 100 millors pel·lícules del cinema mexicà, segons l'opinió de 25 crítics i especialistes del cinema a Mèxic, publicada per la revista Somos en juliol de 1994.
| «                                       | "Crec que va portar una nova forma de cinema de terror al nostre país. S'havien fet coses anteriors, però era la primera vegada que ataca el vampirisme a les nostres terres." | » |
| — Juan Ramón Obón (diari El País, 2017) | |   |